# Burro fariñeiro
El fariñeiro es una raza de burro autóctona española originaria de Galicia. No está incluida en el Catálogo Oficial de Razas de Ganado de España del Ministerio de Agricultura, Pesca y Alimentación, por lo que no tiene reconocimiento oficial.
Se trata de un animal armónico, de perfil recto o subcóncavo. La medida de alzada de su cruz se sitúa entre los 100 y 120 cm, y su peso puede llegar desde los 120 a los 180 kg. Es dócil y curioso, cercano con el hombre, por lo que estos rasgos le convierten un animal adecuado para labores agrícolas y para el ocio con niños. Su pelo es entre gris y blanco.
Su distribución geográfica se centraba mayoritariamente en la península del Morrazo (Pontevedra) en la zona de Betanzos y en la comarca de los Ancares y la sierra del Caurel (Lugo), así como otras zonas de la montaña de Orense, aunque existían ejemplares distribuidos en toda Galicia.
En los años 1960 contaba con unos quince mil ejemplares, pero en 2013 apenas quedaban cincuenta, y estaban concentrados en el entorno de Vigo y la península del Morrazo. La mayor parte de los que se conservan son animales viejos o castrados, lo que hace peligrar seriamente la conservación de la raza.